# 트르나바주

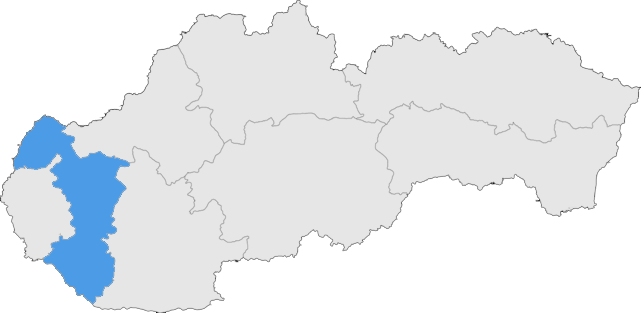
트르나바주의 위치

트르나바주(슬로바키아어: Trnavský kraj)는 슬로바키아 서부에 위치한 주로 주도는 트르나바이며 면적은 2,053km2, 인구는 561,525명(2009년 기준), 인구 밀도는 135명/km2이다.
북서쪽으로는 오스트리아와 체코, 남쪽으로는 헝가리와 국경을 접하며 북쪽으로는 트렌친주, 동쪽으로는 니트라주, 서쪽으로는 브라티슬라바주와 접한다. 7개 구(갈란타구, 두나이스카스트레다구, 세니차구, 스칼리차구, 트르나바구, 피에슈탸니구, 흘로호베츠구)를 관할한다.

주기
주 문장